# Astrophytum asterias
Astrophytum asterias je kaktus, který má ploché nebo kulovité tmavě zelené tělo. Vyskytuje se ve východní části mexického státu Tamaulipas a v Texasu. Nemá trny ale bílé vločky seřazené v řadě na plochých žebrech rovnoběžně s areolami. Květy jsou žluté barvy s oranžovým až červeným středem.

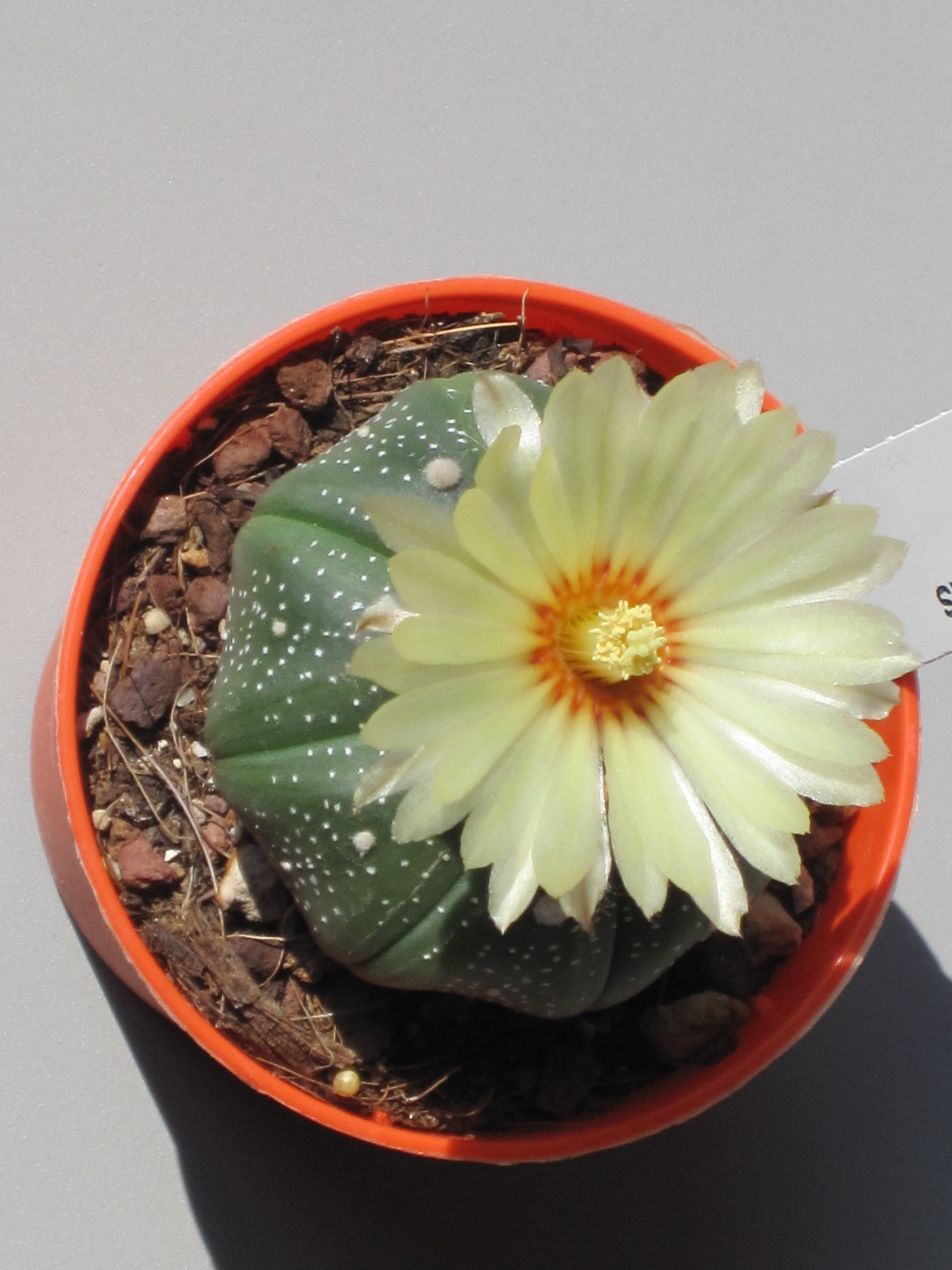
Astrophytum asterias
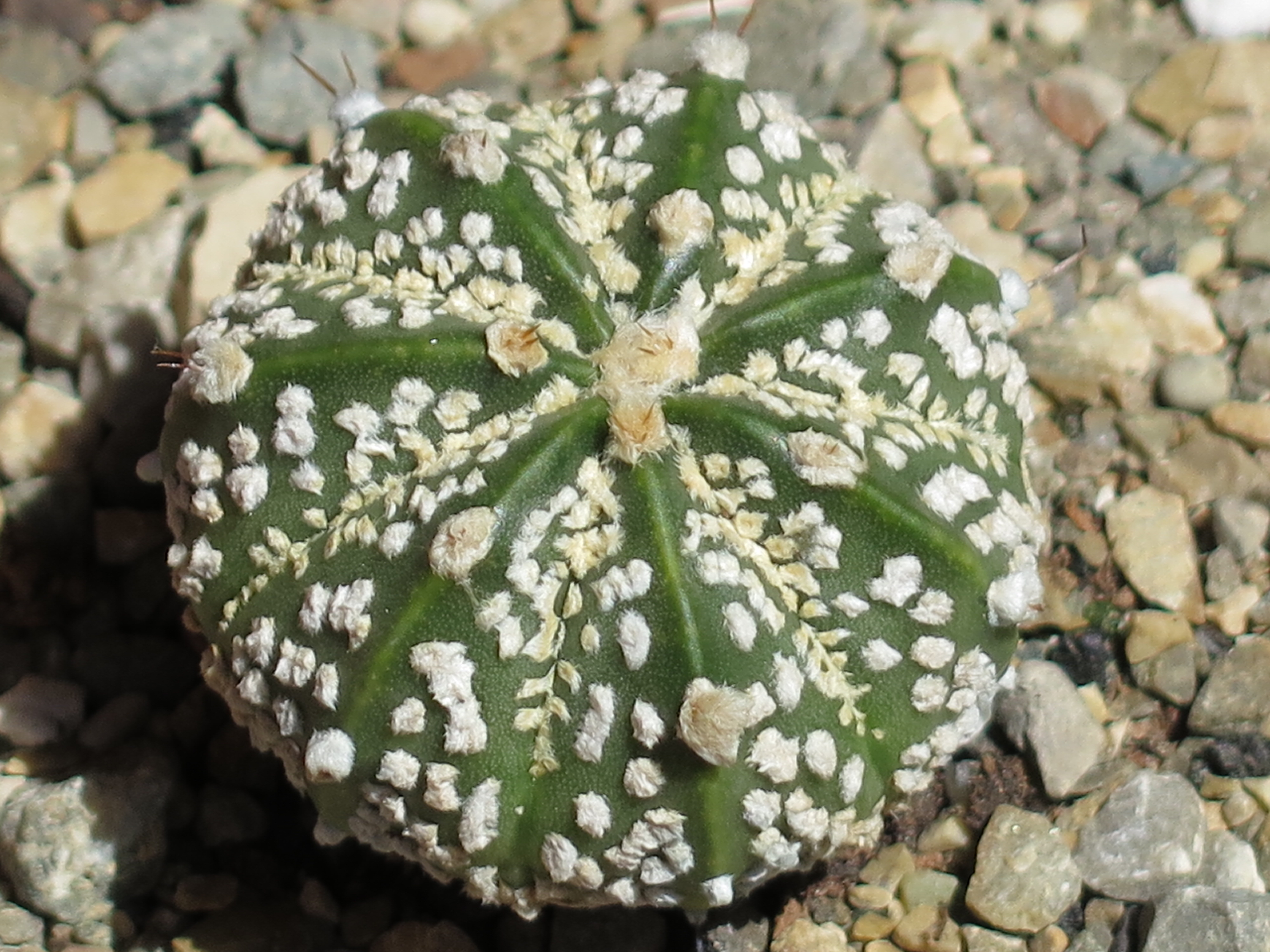
A. asterias, kultivar 'Superkabuto'
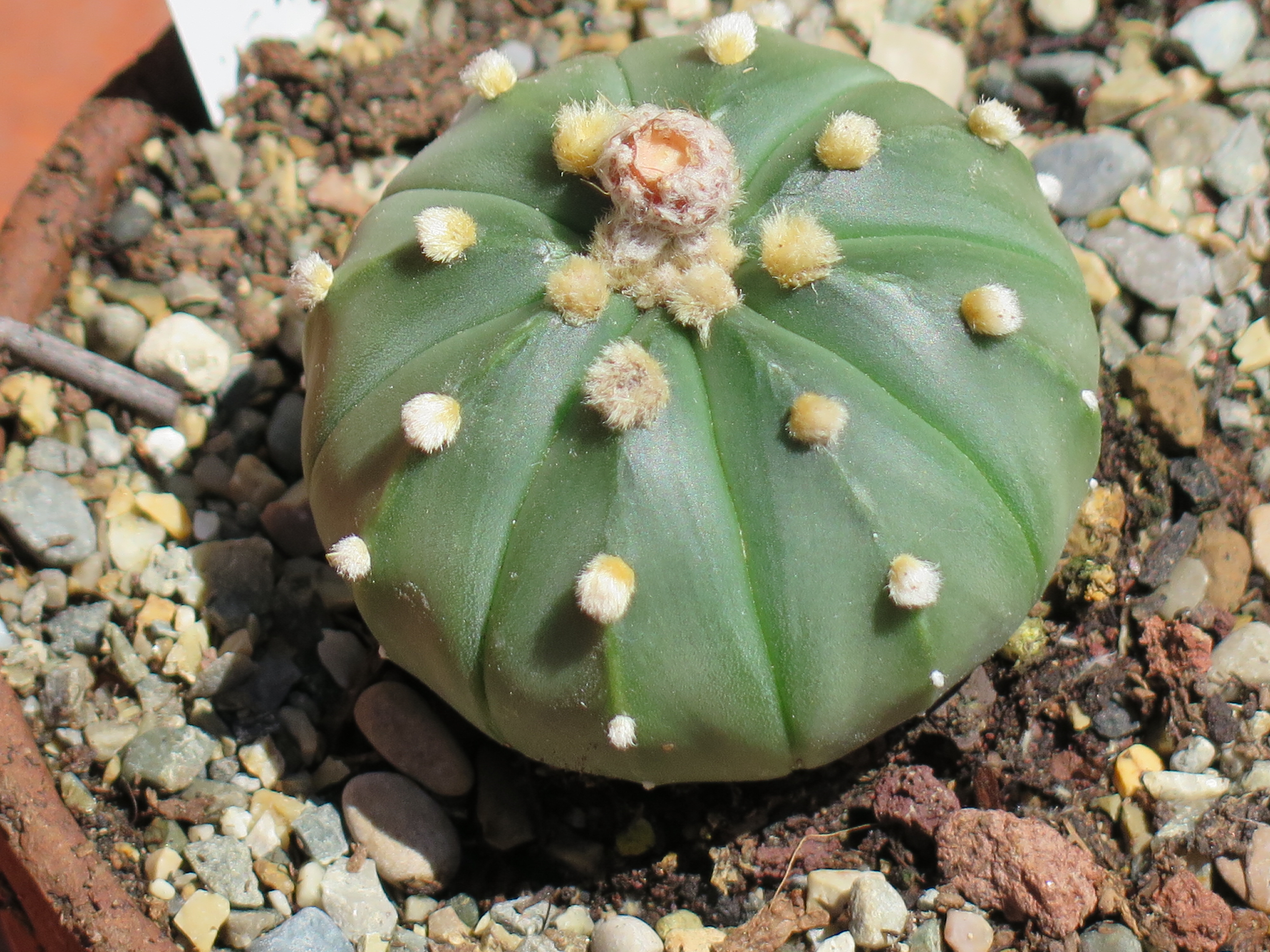
A. asterias f. nudum